# Portiera a farfalla

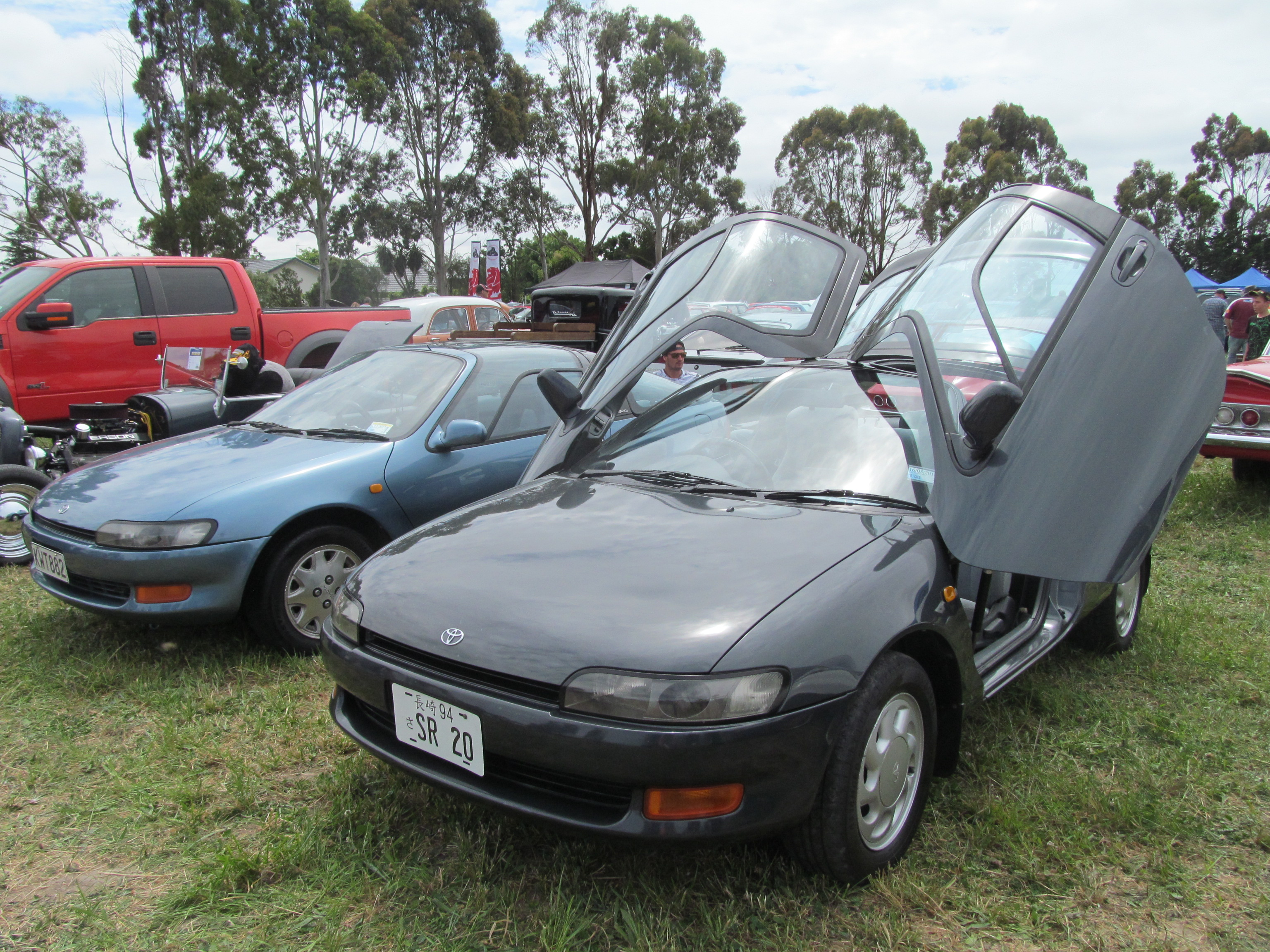
La Toyota Sera, prodotta tra il 1990 e il 1995, è stata la prima vettura di grande serie ad avere tali portiere

La portiera a farfalla (o porta a farfalla o ad ali di farfalla) è un tipo di portiera per autovetture. 

## Descrizione

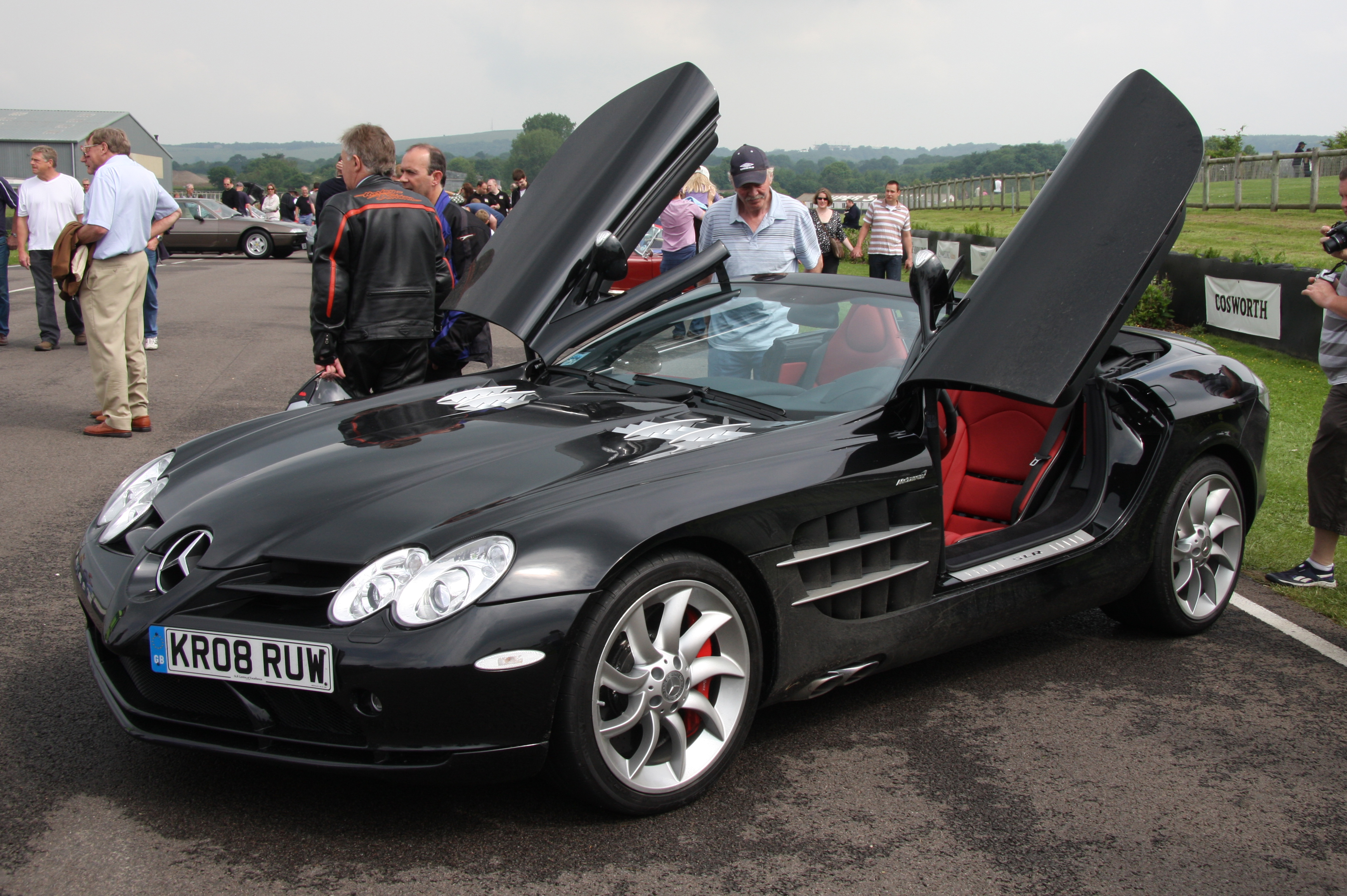
Mercedes-Benz SLR McLaren con le portiere a farfalla aperte

Diversamente dalla portiera a forbice, che si apre verso l'alto tramite cerniere poste nella parte inferiore del montante anteriore di un'auto, il meccanismo della portiera a farfalla fa un movimento verso l'alto e verso l'esterno, utilizzando cerniere poste lungo il montante anteriore. Ciò facilita l'entrata e l'uscita dall'abitacolo, ma di contro necessitano di maggiore spazio laterale rispetto alle portiere a forbice.

## Storia
L'Alfa Romeo 33 Stradale è stata la prima vettura di serie stradale, seppur prodotta in esigui esemplari, ad avere le porte a farfalla, introdotte sulla vettura nel 1967.
Queste porte successivamente vennero utilizzate nei prototipi del Gruppo C e IMSA GTP, poiché si poteva avere al contempo una forma più aerodinamica del tettuccio e consentire al conducente di entrare e uscire dall'auto più rapidamente rispetto alle portiere convenzionali o ad ala di gabbiano.
Le porte a farfalla sono state adottate da prototipi e sportive in epoca moderna come per esempio McLaren F1, Toyota GT-One, Saleen S7, Ferrari Enzo, Bentley Speed 8, Peugeot 908 HDi FAP, McLaren Senna e Maserati MC20.
La Mercedes-Benz SLR McLaren è stata la prima cabriolet a utilizzare le porte ad ali di farfalla; ciò fu reso possibile grazie alla presenza di cerniera poste lungo il lato del montante anteriore anziché in alto.